# كرستياني روزييرا
كرستياني روزييرا دا سوزا سيلفا (بالبرتغالية: Cristiane Rozeira de Souza Silva) هي لاعبة كرة قدم برازيلية في مركز الهجوم ولدت في يوم 15 مايو 1985 في مدينة أوساسكو في البرازيل، تلعب حالياً مع نادي باريس سان جيرمان، وفي سنة 2003 بدأت باللعب مع منتخب البرازيل لكرة القدم للسيدات، أبرز الإنجازات التي حققتها مع المنتخب هو فوزها بالميدالية الفضية في دورة الألعاب الأولمبية الصيفية 2004 في أثينا وأيضاً في دورة الألعاب الأولمبية الصيفية 2008 في بكين، كما حققت مركز الوصافة مع المنتخب في بطولة كأس العالم لكرة القدم للسيدات 2007 في البطولة التي أقيمت في الصين.

## روابط خارجية
- كرستياني روزييرا على موقع الاتحاد الدولي (مؤرشف)  (الإنجليزية)
- كرستياني روزييرا على موقع الاتحاد الأوربي (الإنجليزية)
- كرستياني روزييرا على موقع قاعدة بيانات كرة القدم.إي يو (الإنجليزية)
- كرستياني روزييرا على موقع ليكيب (الفرنسية)
- كرستياني روزييرا على موقع Soccerway.com (الإنجليزية)
- كرستياني روزييرا على موقع عالم كرة القدم.نت (الإنجليزية)
- كرستياني روزييرا على موقع أوليمبيديا (الإنجليزية)
- كرستياني روزييرا على موقع اللجنة الأولمبية البرازيلية (البرتغالية)